# Kreislehrgarten Steinfurt

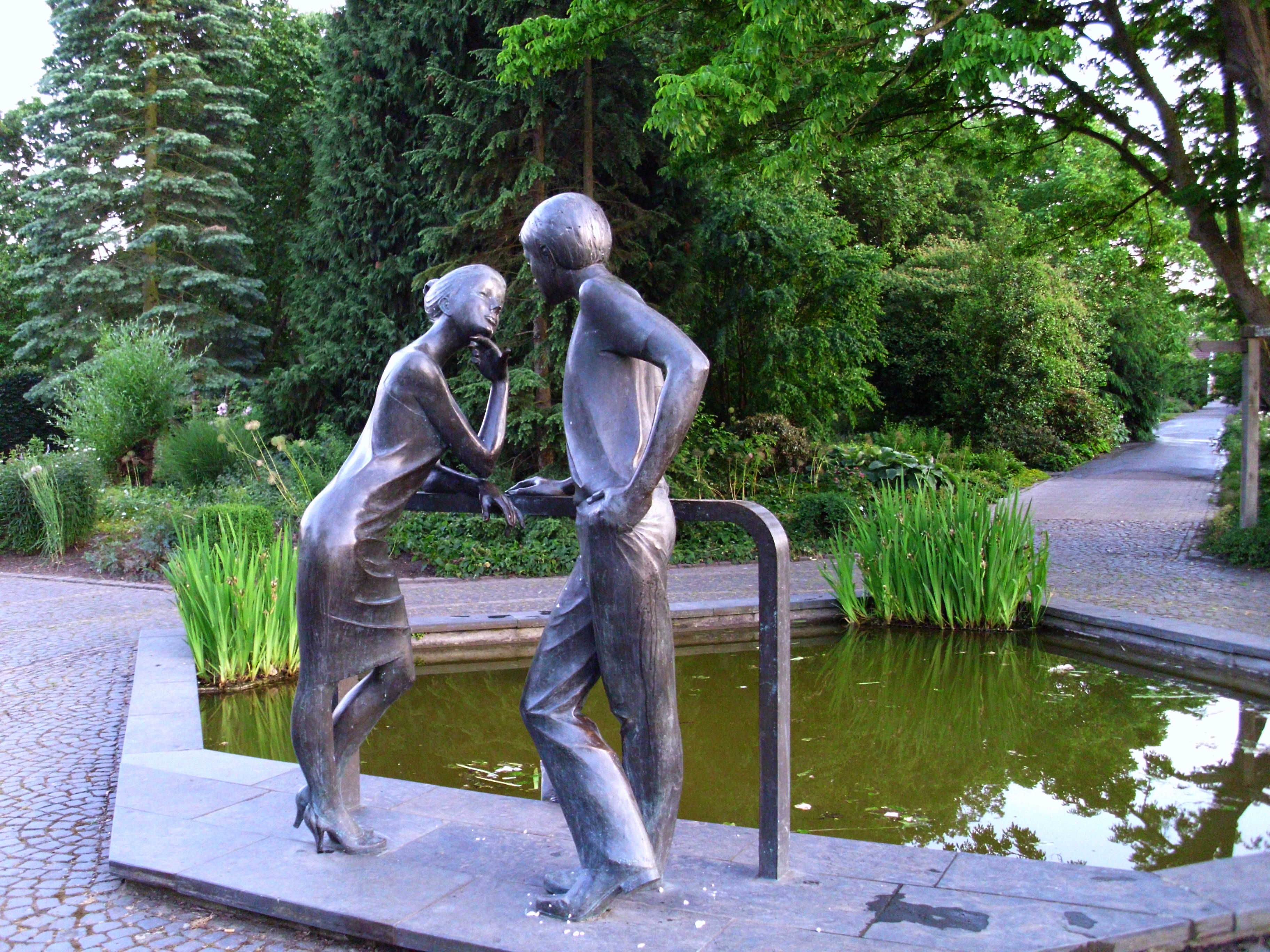
Kreislehrgarten des Kreises Steinfurt

Der  Kreislehrgarten ist ein Demonstrations- und Schulgarten des Kreises Steinfurt in Steinfurt und eine einzigartige Einrichtung im Münsterland. Er umfasst eine Fläche von ca. 30.000 m². 1914 wurde der Garten als „Kreis Obst- und Gemüsegarten“ ins Leben gerufen. Der Garten ist ein anerkannter Ausbildungsbetrieb für Gärtner der Fachrichtung Obstanbau. Wichtig ist der Garten auch für Schulen; im Garten findet sich ein „Grünes Klassenzimmer“ und ein Erlebnispfad mit 19 Stationen. Viele exotische Bäume und Sträucher, wie der Urweltmammutbaum, der Taschentuchbaum und Flügelnüsse, sind vorhanden. Der Kreislehrgarten ist bei freiem Eintritt das ganze Jahr von Sonnenaufgang bis Sonnenuntergang geöffnet. Der Garten ist Teil des European Garden Heritage Network und hat etwa 40.000 Besucher im Jahr.

Kötterhaus

Im Kötterhaus finden seit dem Jahr 2000 die Treffen der Künstlervereinigung „Welbergener Kreis“ statt.